# Peri Gilpin

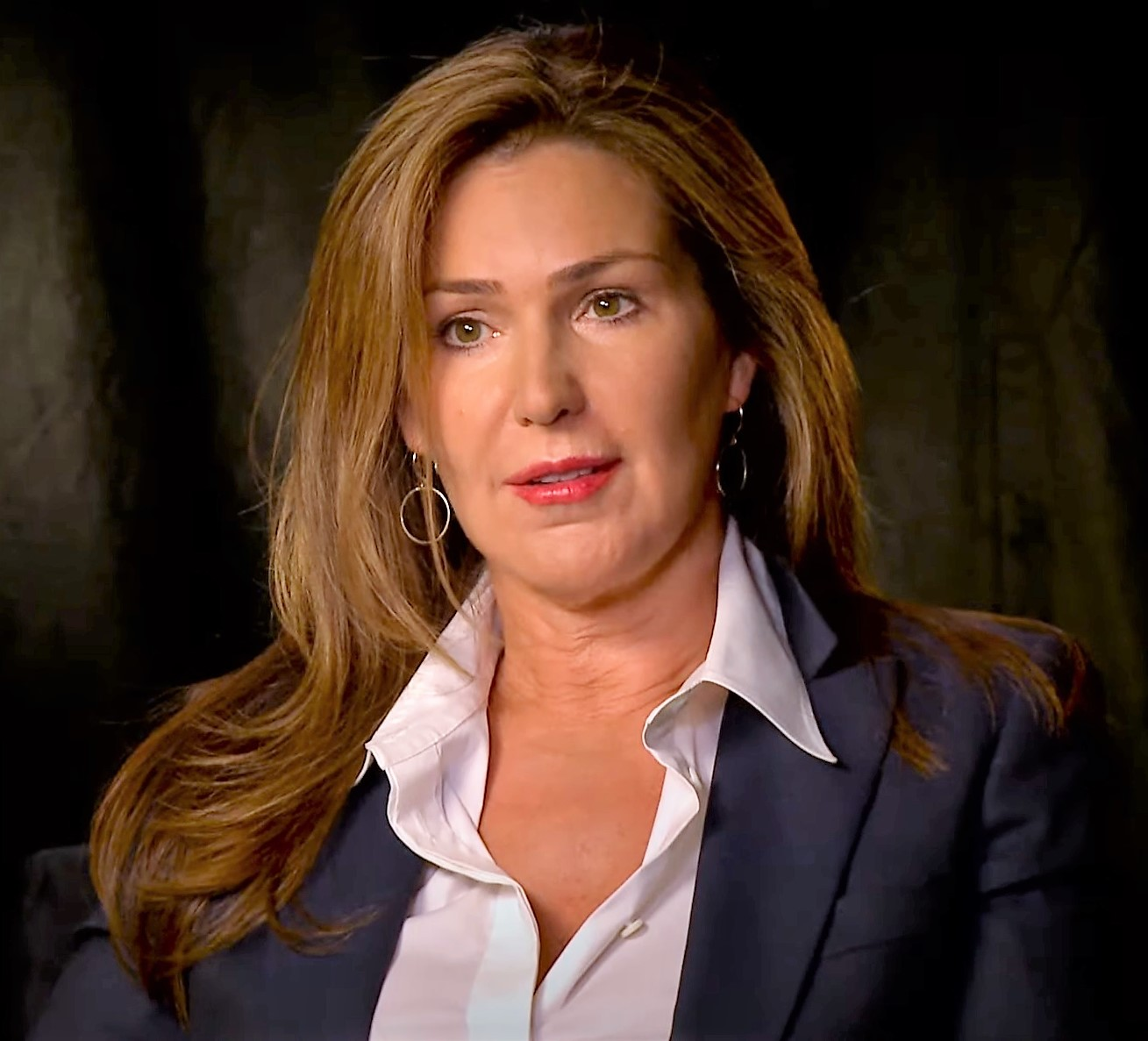
Peri Gilpin, 2021

Peri Gilpin (* 27. Mai 1961 in Waco, Texas als Peri Kay Oldham) ist eine US-amerikanische Schauspielerin.

## Leben
Aufgewachsen in Dallas, studierte sie Schauspiel an der University of Texas in Austin und der British-American Academy in London. Ihr Fernsehdebüt gab sie 1988 in einer Episode der Serie 21 Jump Street. Einem breiten Publikum wurde sie durch die Rolle der Roz Doyle aus der Fernsehserie Frasier bekannt.
Gilpin ist zudem die amerikanische Stimme der Figur der Jane Proudfoot in Final Fantasy: Die Mächte in dir. Sie sprach auch die Desiree in der Zeichentrickserie Danny Phantom. Von 2009 bis 2011 spielte sie die Rolle der Kim Keeler in der Jugendserie Make It or Break It.
Ihr Bruder war der Schauspieler Marc Gilpin.

## Filmografie (Auswahl)
- 1988: 21 Jump Street: Tatort Klassenzimmer (21 Jump Street, Fernsehserie, Folge 3x03)
- 1988: Verrückte Zeiten (Almost Grown, Fernsehserie, Folge 1x04)
- 1990: Matlock (Fernsehserie, Folge 4x19)
- 1991: Max Monroe (Fernsehserie, Folge 1x04)
- 1991: Der Chaos-Clan (Flesh 'n' Blood, Fernsehserie, 12 Folgen)
- 1993–2004 Frasier (Fernsehserie 261 Folgen)
- 1996: Star Trek – 30 Jahre und darüber hinaus (Star Trek: 30 Years and Beyond, Fernsehfilm)
- 2007: Desperate Housewives (Fernsehserie, Folge 3x19)
- 2008: Hellboy Animated – Schwert der Stürme (Hellboy Animated – Sword of Storms)
- 2013: Modern Family (Fernsehserie, Folge 5x06)
- 2015–2016: Scorpion (Fernsehserie, 5 Folgen)
- 2016: A Dash of Love (Fernsehfilm)
- 2016: Occupy, Texas
- 2016: Flock of Dudes
- 2017: The Outdoorsman
- 2018: Only Humans
- 2018: Benjamin
- 2018: Wie erziehe ich meinen Mann? (How to Pick Your Second Husband First)
- 2018: Seattle Firefighters – Die jungen Helden (Station 19, Fernsehserie, Folge 1x04)
- 2019: Familienanhang (Family Reunion, Fernsehserie, Folge 2x03)
- 2021: We Broke Up
- 2022: The Anthrax Attacks
- 2022: Kevin Can F**k Himself (Fernsehserie, Folge 2x03)
- 2023–2024: Frasier (Fernsehserie, 6 Folgen)
- 2024: Shell